# Skilanglauf-Weltcup 1988/89
Der Skilanglauf-Weltcup 1988/89 war eine von der FIS organisierte Wettkampfserie. Der Weltcup begann am 10. Dezember 1988 in Ramsau bei den Herren und in La Féclaz bei den Damen und endete am 12. März 1989 in Falun. Höhepunkt der Saison waren die Nordischen Skiweltmeisterschaften 1989 vom 17. bis 26. Februar in Lahti. Die dort ausgetragenen Einzelwettbewerbe wurden auch als Weltcup-Veranstaltungen gewertet.

## Männer

### Podestplätze Männer
| Datum                                | Austragungsort | Disziplin                   | Sieger                                                                         | Zweiter                                                                        | Dritter                                                                       |
| ------------------------------------ | -------------- | --------------------------- | ------------------------------------------------------------------------------ | ------------------------------------------------------------------------------ | ----------------------------------------------------------------------------- |
| 10.12.1988                           | Ramsau         | 15 km Freistil              | Torgny Mogren                                                                  | Gunde Svan                                                                     | Uwe Bellmann                                                                  |
| 11.12.1988                           | Ramsau         | 4 × 10 km Staffel klassisch | Schweden IJan Ottosson Lars Håland Torgny Mogren Gunde Svan                    | NorwegenTerje Langli Torgeir Bjørn Vegard Ulvang Pål Gunnar Mikkelsplass       | Schweden IIChrister Majbäck Thomas Eriksson Larry Poromaa Henrik Forsberg     |
| 14.12.1988                           | Bohinj         | 30 km Freistil              | Gunde Svan                                                                     | Torgny Mogren                                                                  | Pål Gunnar Mikkelsplass                                                       |
| 17.12.1988                           | Val di Sole    | 15 km Freistil/klassisch    | Gunde Svan                                                                     | Torgny Mogren                                                                  | Pål Gunnar Mikkelsplass                                                       |
| 07.01.1989                           | Kawgolowo      | 15 km klassisch             | Vegard Ulvang                                                                  | Pål Gunnar Mikkelsplass                                                        | Wladimir Smirnow                                                              |
| 08.01.1989                           | Kawgolowo      | 4 × 10 km Staffel Freistil  | NorwegenTerje Langli Torgeir Bjørn Pål Gunnar Mikkelsplass Vegard Ulvang       | SowjetunionIgor Badamschin Wladimir Sachnow Wladimir Smirnow Alexei Prokurorow | SchwedenLars-Erik Ramström Jyrki Ponsiluoma Dennis Andersson Anders Bergström |
| 13.01.1989                           | Nové Město     | 15 km Freistil              | Gunde Svan                                                                     | Pål Gunnar Mikkelsplass                                                        | Vegard Ulvang                                                                 |
| 15.01.1989                           | Nové Město     | 30 km klassisch             | Gunde Svan                                                                     | Pål Gunnar Mikkelsplass                                                        | Holger Bauroth                                                                |
| 37. Nordische Skiweltmeisterschaften |                |                             |                                                                                |                                                                                |                                                                               |
| 17.02.1989                           | Lahti          | 30 km klassisch             | Wladimir Smirnow                                                               | Vegard Ulvang                                                                  | Christer Majbäck                                                              |
| 20.02.1989                           | Lahti          | 15 km Freistil              | Gunde Svan                                                                     | Torgny Mogren                                                                  | Lars Håland                                                                   |
| 22.02.1989                           | Lahti          | 15 km klassisch             | Harri Kirvesniemi                                                              | Pål Gunnar Mikkelsplass                                                        | Vegard Ulvang                                                                 |
| 24.02.1989                           | Lahti          | 4 × 10 km Staffel           | SchwedenChrister Majbäck Gunde Svan Lars Håland Torgny Mogren                  | FinnlandAki Karvonen Harri Kirvesniemi Kari Ristanen Jari Räsänen              | TschechoslowakeiLadislav Švanda Martin Petrásek Radim Nyč Václav Korunka      |
| 26.02.1989                           | Lahti          | 50 km Freistil              | Gunde Svan                                                                     | Torgny Mogren                                                                  | Alexei Prokurorow                                                             |
| 04.03.1989                           | Oslo           | 50 km klassisch             | Vegard Ulvang                                                                  | Holger Bauroth                                                                 | Torgny Mogren                                                                 |
| 05.03.1989                           | Oslo           | 4 × 10 km Staffel Freistil  | SchwedenThomas Eriksson Christer Majbäck Torgny Mogren Lars Håland             | SowjetunionIgor Badamchin Wladimir Smirnow Wladimir Sachnow Alexei Prokurorow  | NorwegenPål Gunnar Mikkelsplass Bjørn Dæhlie Vegard Ulvang Terje Langli       |
| 11.03.1989                           | Falun          | 30 km Freistil              | Lars Håland                                                                    | Torgny Mogren                                                                  | Vegard Ulvang                                                                 |
| 12.03.1989                           | Falun          | 4 × 10 km Staffel klassisch | SowjetunionIgor Badamschin Wladimir Sachnow Alexei Prokurorow Wladimir Smirnow | SchwedenChrister Majbäck Larry Poromaa Lars Håland Torgny Mogren               | NorwegenTerje Langli Pål Gunnar Mikkelsplass Vegard Ulvang Bjørn Dæhlie       |

### Weltcupstände Männer
| Rang | Name                    | Punkte |
| ---- | ----------------------- | ------ |
| 1.   | Gunde Svan              | 170    |
| 2.   | Vegard Ulvang           | 154    |
| 3.   | Torgny Mogren           | 140    |
| 4.   | Pål Gunnar Mikkelsplass | 134    |
| 5.   | Wladimir Smirnow        | 74     |
| 6.   | Lars Håland             | 67     |
| 7.   | Holger Bauroth          | 57     |
| 8.   | Christer Majbäck        | 46     |
| 9.   | Uwe Bellmann            | 44     |
| 10.  | Terje Langli            | 43     |
| 10.  | Alexei Prokurorow       | 43     |
| 12.  | Thomas Eriksson         | 39     |
| 12.  | Harri Kirvesniemi       | 39     |
| 14.  | Bjørn Dæhlie            | 36     |
| 15.  | Wladimir Sachnow        | 33     |
| 16.  | Giachem Guidon          | 30     |
| 17.  | Jan Ottosson            | 27     |
| 18.  | Igor Badamschin         | 25     |
| 18.  | Václav Korunka          | 25     |
| 20.  | Henrik Forsberg         | 24     |

| Rang | Name             | Punkte |
| ---- | ---------------- | ------ |
| 21.  | Jochen Behle     | 21     |
| 22.  | Kari Ristanen    | 19     |
| 23.  | Radim Nyč        | 18     |
| 23.  | Martin Petrásek  | 18     |
| 25.  | Pavel Benc       | 17     |
| 25.  | Giorgio Vanzetta | 17     |
| 27.  | Jyrki Ponsiluoma | 15     |
| 27.  | Jari Räsänen     | 15     |
| 27.  | Kazunari Sasaki  | 15     |
| 30.  | Oddvar Brå       | 14     |
| 31.  | Marco Albarello  | 12     |
| 31.  | Aki Karvonen     | 12     |
| 33.  | Sturla Brørs     | 11     |
| 33.  | Timo Kuorelahti  | 11     |
| 33.  | Andrej Perlov    | 11     |
| 33.  | Andrei Sergeiew  | 11     |
| 37.  | Maurilio De Zolt | 10     |
| 38.  | Al Pilcher       | 9      |
| 38.  | Kristen Skjeldal | 9      |
| 40.  | Miron Filippov   | 8      |

| Rang | Name                 | Punkte |
| ---- | -------------------- | ------ |
| 40.  | Walter Kuß           | 8      |
| 40.  | Larry Poromaa        | 8      |
| 43.  | Luboš Buchta         | 7      |
| 43.  | Christian Saurer     | 7      |
| 43.  | Alois Stadlober      | 7      |
| 46.  | Silvano Barco        | 6      |
| 46.  | Torgeir Bjørn        | 6      |
| 46.  | Alexandre Karcevski  | 6      |
| 46.  | Urmas Välbe          | 6      |
| 50.  | Anders Bergström     | 4      |
| 50.  | Andrei Kirillow      | 4      |
| 52.  | Dennis Andersson     | 3      |
| 53.  | Sven-Erik Danielsson | 2      |
| 53.  | Michail Dewjatjarow  | 2      |
| 53.  | Sergej Kitchkin      | 2      |
| 53.  | Alfred Runggaldier   | 2      |
| 57.  | Juri Burlakow        | 1      |
| 57.  | Stefan Lischon       | 1      |
| 57.  | Gianfranco Polvara   | 1      |

## Frauen

### Podestplätze Frauen
| Datum                                | Austragungsort | Disziplin                  | Sieger                                                                          | Zweiter                                                                        | Dritter                                                                                   |
| ------------------------------------ | -------------- | -------------------------- | ------------------------------------------------------------------------------- | ------------------------------------------------------------------------------ | ----------------------------------------------------------------------------------------- |
| 10.12.1988                           | La Féclaz      | 5 km Freistil              | Alžbeta Havrančíková                                                            | Tamara Tichonowa                                                               | Jelena Välbe                                                                              |
| 11.12.1988                           | La Féclaz      | 4 × 5 km Staffel klassisch | SowjetunionVida Vencienė Julija Schamschurina Jelena Välbe Tamara Tichonowa     | NorwegenMarit Elveos Elin Nilsen Grete Ingeborg Nykkelmo Inger Helene Nybråten | FinnlandTiina Pönkä Marjo Matikainen Jaana Savolainen Erja Kuivalainen                    |
| 14.12.1988                           | Campra         | 15 km Freistil             | Jelena Välbe                                                                    | Alžbeta Havrančíková                                                           | Larissa Lasutina                                                                          |
| 17.12.1988                           | Davos          | 10 km klassisch            | Julija Schamschurina                                                            | Pirkko Määttä                                                                  | Jelena Välbe                                                                              |
| 18.12.1988                           | Davos          | 4 × 5 km Staffel Freistil  | SowjetunionLarissa Lasutina Julija Schamschurina Tamara Tichonowa Jelena Välbe  | SchwedenMagdalena Wallin Marie-Helene Westin Carina Görlin Karin Svingstedt    | DDRKerstin Moring Susann Kuhfittig Silke Braun Silke Meyer                                |
| 07.01.1989                           | Kawgolowo      | 15 km klassisch            | Jelena Välbe                                                                    | Swetlana Nageikina                                                             | Trude Dybendahl-Hartz                                                                     |
| 08.01.1989                           | Kawgolowo      | 4 × 5 km Staffel Freistil  | Sowjetunion ISwetlana Nageikina Larissa Lasutina Tamara Tichonowa Jelena Välbe  | NorwegenMarianne Dahlmo Marit Wold Nina Skeime Trude Dybendahl                 | Sowjetunion IIINatalia Chernych Elena Kaschirskaja Svetlana Kamotskaya Irina Treťjakovova |
| 13.01.1989                           | Klingenthal    | 10 km klassisch            | Marianne Dahlmo                                                                 | Manuela Di Centa                                                               | Anne Jahren                                                                               |
| 15.01.1989                           | Klingenthal    | 30 km Freistil             | Alžbeta Havrančíková                                                            | Gabriele Heß                                                                   | Marianne Dahlmo                                                                           |
| 37. Nordische Skiweltmeisterschaften |                |                            |                                                                                 |                                                                                |                                                                                           |
| 17.02.1989                           | Lahti          | 10 km klassisch            | Marja-Liisa Kirvesniemi                                                         | Pirkko Määttä                                                                  | Marjo Matikainen                                                                          |
| 19.02.1989                           | Lahti          | 10 km Freistil             | Jelena Välbe                                                                    | Marjo Matikainen                                                               | Tamara Tichonowa                                                                          |
| 21.02.1989                           | Lahti          | 15 km klassisch            | Marjo Matikainen                                                                | Marja-Liisa Kirvesniemi                                                        | Pirkko Määttä                                                                             |
| 24.02.1989                           | Lahti          | 4 × 5 km Staffel           | FinnlandPirkko Määttä Marja-Liisa Kirvesniemi Jaana Savolainen Marjo Matikainen | SowjetunionJulija Schamschurina Raissa Smetanina Tamara Tichonowa Jelena Välbe | NorwegenInger Helene Nybråten Anne Jahren Nina Skeime Marianne Dahlmo                     |
| 26.02.1989                           | Lahti          | 30 km Freistil             | Jelena Välbe                                                                    | Larissa Lasutina                                                               | Marjo Matikainen                                                                          |
| 04.03.1989                           | Oslo           | 10/10 km Verfolgung        | Marja-Liisa Kirvesniemi                                                         | Tamara Tichonowa                                                               | Anne Jahren                                                                               |
| 11.03.1989                           | Falun          | 15 km Freistil             | Jelena Välbe                                                                    | Tamara Tichonowa                                                               | Manuela Di Centa                                                                          |
| 12.03.1989                           | Falun          | 4 × 5 km Staffel klassisch | NorwegenMarianne Dahlmo Anne Jahren Inger Helene Nybråten Trude Dybendahl       | SowjetunionLarissa Lasutina Raissa Smetanina Tamara Tichonowa Jelena Välbe     | SchwedenKarin Svingstedt Magdalena Wallin Karin Lamberg-Skog Anna-Lena Fritzon            |

### Weltcupstände Frauen
| Rang | Name                    | Punkte |
| ---- | ----------------------- | ------ |
| 1.   | Jelena Välbe            | 167    |
| 2.   | Alžbeta Havrančíková    | 105    |
| 3.   | Tamara Tichonowa        | 93     |
| 4.   | Manuela Di Centa        | 91     |
| 5.   | Larissa Lasutina        | 89     |
| 6.   | Marja-Liisa Kirvesniemi | 87     |
| 7.   | Marianne Dahlmo         | 81     |
| 8.   | Julija Schamschurina    | 75     |
| 9.   | Pirkko Määttä           | 62     |
| 10.  | Anne Jahren             | 60     |
| 11.  | Marjo Matikainen        | 54     |
| 11.  | Raissa Smetanina        | 54     |
| 13.  | Stefania Belmondo       | 37     |
| 14.  | Vida Vencienė           | 36     |
| 15.  | Trude Dybendahl         | 31     |
| 15.  | Inger Helene Nybråten   | 31     |
| 17.  | Magdalena Wallin        | 30     |

| Rang | Name                | Punkte |
| ---- | ------------------- | ------ |
| 18.  | Nina Gawriljuk      | 28     |
| 18.  | Elena Kaschirskaja  | 28     |
| 20.  | Gabriele Heß        | 27     |
| 21.  | Tuulikki Pyykkönen  | 23     |
| 22.  | Antonina Ordina     | 22     |
| 23.  | Silke Meyer         | 21     |
| 24.  | Svetlana Kamotskaya | 20     |
| 24.  | Swetlana Nageikina  | 20     |
| 24.  | Karin Svingstedt    | 20     |
| 27.  | Marie-Helene Westin | 19     |
| 28.  | Jaana Savolainen    | 14     |
| 29.  | Guidina Dal Sasso   | 13     |
| 29.  | Tatjana Bondarewa   | 13     |
| 29.  | Susann Kuhfittig    | 13     |
| 32.  | Natalia Chernych    | 12     |
| 33.  | Lis Frost           | 11     |
| 34.  | Nina Skeime         | 10     |

| Rang | Name                    | Punkte |
| ---- | ----------------------- | ------ |
| 35.  | Marianne Irniger        | 9      |
| 36.  | Eija Hyytiäinen         | 8      |
| 37.  | Claudia Bonsack         | 7      |
| 37.  | Inger Lise Hegge        | 7      |
| 37.  | Catrin Larsson          | 7      |
| 37.  | Kerstin Moring          | 7      |
| 37.  | Grete Ingeborg Nykkelmo | 7      |
| 42.  | Ljubow Jegorowa         | 6      |
| 42.  | Anna-Lena Fritzon       | 6      |
| 42.  | Anna Janoušková         | 6      |
| 42.  | Marit Wold              | 6      |
| 46.  | Elin Bakk Anthonsen     | 5      |
| 46.  | Mandy Wirth             | 5      |
| 48.  | Evi Kratzer             | 2      |
| 48.  | Elena Setlevskaja       | 2      |
| 50.  | Nancy Fiddler           | 1      |
| 50.  | Karin Lamberg-Skog      | 1      |